# Mei Kodama
Mei Kodama (* 8. Juni 1999 in Usuki) ist eine japanische Leichtathletin, die sich auf den Sprint spezialisiert hat.

## Sportliche Laufbahn
Erste internationale Erfahrungen sammelte Mei Kodama im Jahr 2018, als sie bei den Juniorenasienmeisterschaften in Gifu im 100-Meter-Lauf in 11,98 s die Bronzemedaille gewann und sich mit der japanischen 4-mal-100-Meter-Staffel in 45,94 s die Silbermedaille sicherte. Bei den IAAF World Relays 2019 in Yokohama belegte sie in 1:34,57 min den vierten Platz in der 4-mal-200-Meter-Staffel und 2020 siegte sie in 11,62 s beim Seiko Golden Grand Prix in Tokio. Bei den World Athletics Relays 2021 im polnischen Chorzów belegte sie mit der japanischen 4-mal-100-Meter-Staffel in 44,40 s den vierten Platz und erkämpfte damit einen Startplatz für die Olympischen Spiele in Tokio, bei denen sie mit 43,44 s in der Vorrunde ausschied. Im Jahr darauf siegte sie in 24,15 s über 200 Meter beim Kinami Michitaka Memorial Meet und anschließend verpasste sie bei den Weltmeisterschaften in Eugene mit 43,33 s den Finaleinzug im Staffelbewerb.
2020 und 2021 wurde Kodama japanische Meisterin im 100-Meter-Lauf sowie 2019, 2021 und 2022 auch über 200 Meter.

## Persönliche Bestleistungen
- 100 Meter: 11,35 s (−0,2 m/s), 12. September 2020 in Niigata
- 200 Meter: 23,44 m (−0,1 m/s), 3. Oktober 2020 in Niigata